# Apocaroténoïde
Un apocaroténoïde est un composé chimique qui diffère d'un caroténoïde par perte d'un fragment à l'une ou l'autre des extrémités de la chaîne carbonée. Les apocaroténoïdes sont issus de l'oxydation des caroténoïdes par une famille d'enzyme appelés CCD (Carotenoid Cleavage Dioxigenase),. Comme les caroténoïdes, certains sont des pigments (la bixine est d'ailleurs utilisée comme colorant alimentaire) ou des composés aromatiques comme la béta-ionone. Les rétinoïdes (dont la vitamine A) sont une classe d'apocaroténoïdes. D'autres apocaroténoïdes peuvent également avoir un effet biologique chez les mammifères. 

Les apocaroténoïdes jouent aussi un rôle important dans la plante, en tant que molécules signalisantes, qui régulent le développement de la plante et éventuellement sa signalisation en réponse au stress (ex : les hormones végétales que sont l'acide abscissique et les strigolactones). Plusieurs de ces apocaroténoïdes participant à la signalisation dans la plante restent encore à découvrir. 